# 須江村
須江村（すえむら）は、昭和30年（1955年）まで宮城県桃生郡の西部に存在していた村。現在の石巻市須江にあたる。

## 沿革
- 1889年（明治22年）4月1日 - 町村制施行にともない、須江村は赤井村・大窪村・塩入村・北村・広淵村と合併して深谷村の一部となる。
- 1896年（明治29年）4月1日 - 深谷村が須江村・赤井村・大塩村・北村・広淵村の5か村に分裂したため、新制の須江村が発足。
- 1955年（昭和30年）3月21日 - 北村・広淵村・鹿又村・前谷地村と合併し、河南町となる。

## 行政
- 歴代村長

| 代 | 氏名       | 就任                       | 退任                       | 備考 |
| -- | ---------- | -------------------------- | -------------------------- | ---- |
| 1  | 亀山熊治郎 | 明治29年（1896年）4月      | 明治30年（1897年）5月      |      |
| 2  | 安倍山平   | 明治30年（1897年）5月21日  | 明治34年（1901年）6月2日   |      |
| 3  | 桑島長太郎 | 明治34年（1901年）6月3日   | 明治37年（1904年）3月23日  |      |
| 4  | 佐藤政之助 | 明治37年（1904年）4月4日   | 明治39年（1906年）1月29日  |      |
| 5  | 桑島長太郎 | 明治39年（1906年）2月15日  | 明治41年（1908年）3月21日  | 再任 |
| 6  | 橋浦正太郎 | 明治41年（1908年）4月1日   | 明治42年（1909年）1月7日   |      |
| 7  | 安倍山平   | 明治42年（1909年）1月27日  | 明治42年（1909年）11月7日  | 再任 |
| 8  | 寺島貞吉   | 明治42年（1909年）11月13日 | 明治44年（1911年）1月22日  |      |
| 9  | 亀山熊治郎 | 明治44年（1911年）2月10日  | 明治45年（1912年）1月30日  | 再任 |
| 10 | 阿部友太郎 | 明治45年（1912年）2月3日   | 大正5年（1916年）2月12日   |      |
| 11 | 桑島長太郎 | 大正5年（1916年）2月26日   | 大正7年（1918年）12月6日   | 再任 |
| 12 | 亀山恭助   | 大正7年（1918年）12月11日  | 大正8年（1919年）1月7日    |      |
| 13 | 阿部友太郎 | 大正10年（1921年）5月11日  | 大正14年（1925年）5月19日  | 再任 |
| 14 | 寺島貞吉   | 大正14年（1925年）6月16日  | 昭和2年（1927年）7月16日   | 再任 |
| 15 | 石崎泰三郎 | 昭和2年（1927年）7月16日   | 昭和5年（1930年）5月5日    |      |
| 16 | 三浦豊之助 | 昭和5年（1930年）6月18日   | 昭和16年（1941年）10月24日 |      |
| 17 | 阿部啓助   | 昭和16年（1941年）10月27日 | 昭和18年（1943年）5月17日  |      |
| 18 | 佐藤吉之助 | 昭和18年（1943年）5月21日  | 昭和21年（1946年）11月30日 |      |
| 19 | 橋浦勝見   | 昭和22年（1947年）4月5日   | 昭和26年（1951年）4月4日   |      |
| 20 | 市川康治   | 昭和26年（1951年）4月23日  | 昭和30年（1955年）3月20日  |      |